# Veliká Ves (Ústí nad Labem)
Veliká Ves é uma comuna checa localizada na região de Ústí nad Labem, distrito de Chomutov.